# Гайбернія (нафтородовище)

Гайбе́рнія (англ. Hibernia oil field) — велике шельфове нафтородовище розташоване на східному узбережжі Канади в Північному Атлантичному Океані. Родовище знаходиться на відстані приблизно 315 кілометрів на південний схід від м. Сент Джонс, провінції Ньюфаундленд і Лабрадор, Канада.
Великі поклади нафти були відкриті ще в 1979 році. Уряди Канади і провінції Ньюфаундленд і Лабрадор розбудовують це родовище з кінця минулого століття. Видобуток нафти почався в кінці 1990-х років.
Гайбернія розроблятиметься протягом 18-ти років при темпах видобутку до 180 тис. барелів на день легкої низькосіркової нафти класу Брент (Brent).
Нафта видобувається з експлуатаційної морської платформи з гравітаційним фундаментом Hibernia, встановленої на дні океану на глибині 80 метрів, на відстані 315 км від берега. Будівництво платформи завершилося в 1997 році. Витрати на підготовку до експлуатації оцінюються в 4,2 млрд доларів.